# Palazzo (Assisi)
Palazzo è una frazione di 1.343 abitanti del comune di Assisi, situata sulla riva sinistra del fiume Chiascio, circa 6 km a nord ovest del capoluogo.
Sorge a 236 m s.l.m. intorno al trecentesco Castello dei figli di Cambio, eretto nel 1385 a difesa della città contro le incursioni dei perugini. Il castello nacque dal raccordo delle preesistenti torri gentilizie degli eredi del feudatario Cambio (o Cagno), le quali, collegate per mezzo di una cinta muraria, costituirono una fortificazione quadrilaterale di notevole importanza strategica. Intorno al castello il borgo di Palazzo prosperò almeno finché durarono le lotte fra Perugia e Assisi. Intorno al castello, recentemente restaurato, si è andato sviluppando - a partire dagli anni Settanta - l'insediamento abitativo, denso ma poco omogeneo.
Per quello che attiene alle chiese, un'antica chiesa della Morte fu affiancata nel XVI secolo, su richiesta del primo visitatore apostolico monsignor Camaiani, da una nuova chiesa dedicata alla Madonna delle Grazie poi schermata nel XVIII secolo da un nuovo fondale sopravanzato, di stile neoclassico e recentemente recuperata. L'interno a navata semplice conserva ancora affreschi quattrocenteschi: l'Annunciazione è stata attribuita ad un pittore attivo in varie chiese di Assisi e dei dintorni denominato Maestro di San Quirico, identificabile forse in Bertoldo di Giovanni nato a Bettona e documentato ad Assisi tra il 1449 e il 1501, mentre il resto delle scene è opera di Nicolò Alunno.
L'attuale chiesa parrocchiale, dedicata anch'essa alla Madonna delle Grazie, fu costruita in stile neogotico, a croce latina, e inaugurata nel 1929. L'edificio, internamente disadorno, è stato di recente interessato da alcuni lavori di miglioria. La chiesa presenta un campanile costruito in stile neogotico a trifore con arco a sesto acuto. Il campanile, suddiviso in cinque piani, contiene un orologio della ditta Capanni di Castelnovo ne' Monti (RE) e un concerto campanario di cinque campane fuse da De Poli nel 1963
Nel castello di Palazzo si svolge annualmente una manifestazione musicale internazionale nata nel 2000 e intitolata Cambio Festival.

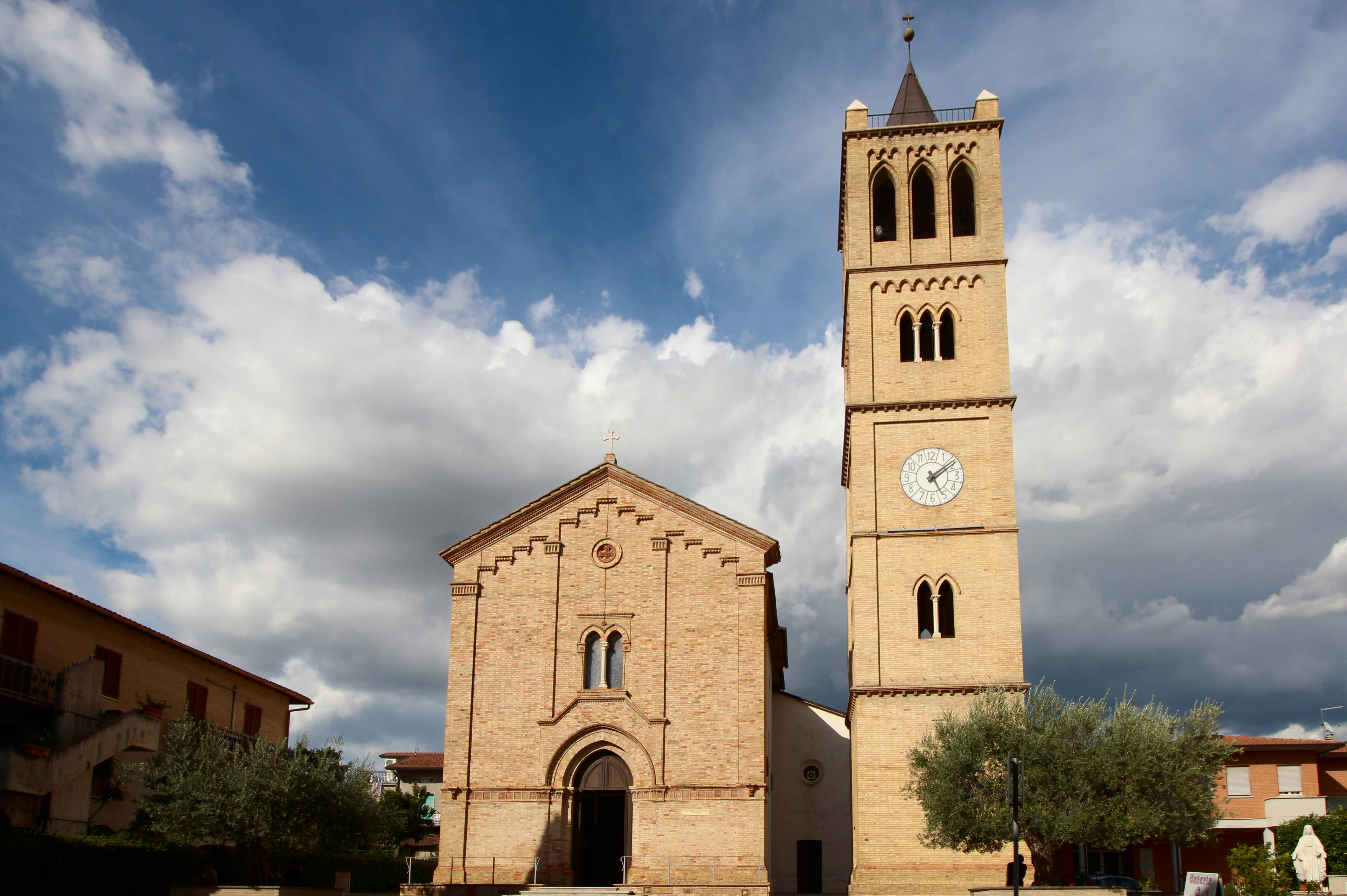
La chiesa Madonna delle Grazie e Santa Tecla